# Недзицкая ГЭС-ГАЭС
Недзицкая ГЭС-ГАЭС — гидроэлектростанция на юге Польши в Малопольском воеводстве, самая мощная на реке Дунаец (правый приток Вислы).
Работы по сооружению плотины в верхнем течении Дунайца начались ещё в 1975-м, однако завершились лишь через 22 года. Реку перекрыли земляным сооружением высотой 56 метров и длиной 404 метра, которое образовало Чорштынское озеро с максимальной площадью поверхности 12 км2 и объёмом до 232 млн м3. Плотина была завершена очень вовремя к мощному наводнению 1997 года, в результате которого произошло заполнение водохранилища.
Поскольку кроме использования естественного стока реки станцию также рассчитывали использовать в режиме ГАЭС, ниже Дунаец перекрыли плотиной Sromowce Wyżne (завершена в 1994 году). Она также земляная, имеет высоту 11 метров, длину 460 метров и образовала нижний резервуар площадью поверхности 0,9 км2 с объёмом 7,7 млн м3.
От Чорштынского озера к машинному залу ведут два туннеля длиной 200 метров и диаметром 7 метров. Зал оборудован двумя обратимыми турбинами типа Дериаз мощностью в турбинном режиме по 46,4 МВт.